# All-American Girl
Die Ausdrücke All-American Girl (engl. für sinngemäß ‚vorbildliches amerikanisches Mädchen‘) und Girl Next Door bezeichnen in den Vereinigten Staaten das kulturelle Stereotyp des netten „Mädchens von nebenan“.

## Implikationen und Abgrenzung
Das Stereotyp des All-American Girl und des „Mädchens von nebenan“ markiert im kulturellen Diskurs der Vereinigten Staaten einen Typus gesunder, anspruchsloser Weiblichkeit, der mit anderen weiblichen Stereotypen in Kontrast gesetzt werden kann, z. B. mit dem der Femme fatale, der Schlampe, des Valley Girl, des Girlie oder des Tomboy.
In der amerikanischen Literatur ist die Liebe eines Mannes zu einem „Mädchen von nebenan“ ein archetypisches Element des Liebesromans. Anders als die Femme fatale verfolgt das „Mädchen von nebenan“ keine heimlichen eigenen Absichten, weil ihr Charakter offen und geradlinig ist und weil ihre sozialen, wirtschaftlichen und sexuellen Absichten Verschleierung nicht nötig haben. Anders als der soziale und wirtschaftliche Status des Fernidols ist ihrer kaum höher als der des männlichen Protagonisten. Das „Mädchen von nebenan“ ist tendenziell eine Person, die der Protagonist bereits sein ganzes Leben lang kennt, aufgrund seiner jugendlichen Unbedarftheit als Liebesobjekt bis dahin aber noch nicht hat erkennen können.

## Das All-American Girl in Literatur und Film
Herausragende Beispiele von Next-Door-Figuren erscheinen u. a. in Mark Twains 1876 veröffentlichtem Roman Die Abenteuer des Tom Sawyer (Becky Thatcher, Tom Sawyer) und in Thornton Wilders 1938 uraufgeführtem Schauspiel Unsere kleine Stadt (Emily Webb, George Gibbs). In dem Film Ist das Leben nicht schön? lassen Mary Hatch und Violet Bick bereits als Schulmädchen die Rollenklischees Girl-Next-Door und Schlampe durchblicken. In der von einem Engel kreierten Alternativ-Welt bleibt Mary Hatch unverheiratet, weil George Bailey, "ihr" Junge von nebenan, nicht geboren wurde. 
Der 2004 erschienene Film The Girl Next Door spielt mit dem Stereotyp, indem hier über weite Strecken der Handlung hin angedeutet wird, dass das Mädchen nicht sexuell unschuldig, sondern eine Pornodarstellerin ist.
Als weiteres Beispiel eines „All-American Girl“ lässt sich auch die fiktionale Nebenfigur Mary Jane Watson aus den Marvel Comics heranziehen. Diese tritt unter anderem in verschiedenen Spider-Man-Titeln als gute Freundin des Protagonisten von nebenan auf.